# Vietnamesische Davis-Cup-Mannschaft
Die vietnamesische Davis-Cup-Mannschaft ist die Tennisnationalmannschaft Vietnams.

## Geschichte
Zwischen 1964 und 1974 nahm Vietnam erstmals am Davis Cup teil. Ab 1974 sollte es aber bis 2003 dauern, ehe die Mannschaft erneut am Cup teilnahm. Dabei kam die Mannschaft noch nie über die Asien/Ozeanien-Gruppenzone III hinaus. Bester Spieler ist Đỗ Minh Quân mit 32 Siegen bei insgesamt 35 Teilnahmen. Rekordspieler mit 36 Teilnahmen ist Lê Quốc Khánh.